# Heaton (Wielki Manchester)
Heaton – dzielnica miasta Bolton w Anglii, w hrabstwie Wielki Manchester, w dystrykcie Bolton. Leży 2 km od centrum miasta Bolton. W 1891 roku civil parish liczyła 1599 mieszkańców.

## Etymologia
Źródło:

Nazwa miejscowości na przestrzeni wieków:
- 1302 w. – Heton
- XVI w. – Heyton